# ماورو زاراتي
ماورو ماتياس زاراتي ريغا (Mauro Matías Zárate Riga )، من مواليد 18 مارس 1987 بوينس آيرس، لاعب كرة قدم أرجنتيني يلعب في خط الهجوم، يلعب حالياً مع فيليز سارسفيلد معار من نادي واتفورد الإنجليزي .
زاراتي سبق وان لعب في الدوري الإيطالي حيث مثل انتر ميلان ومن قبله لاتسيو كما لعب قبل ذلك لنادي السد القطري وكان يلعب لنادي فيليز سارسفيلد الأرجنتيني قبل مجيئه لنادي السد القطري
كان لزاراتي الفضل في فوز بلاده بكأس العالم تحت 20 سنة، حيث احرز هدف الفوز امام منتخب التشيك.

## روابط خارجية
- ماورو زاراتي على موقع الاتحاد الدولي (مؤرشف)  (الإنجليزية)
- ماورو زاراتي على موقع الاتحاد الأوربي (الإنجليزية)
- ماورو زاراتي على موقع قاعدة بيانات كرة القدم.إي يو (الإنجليزية)
- ماورو زاراتي على موقع ليكيب (الفرنسية)
- ماورو زاراتي على موقع Soccerbase.com (لاعب) (الإنجليزية)
- ماورو زاراتي على موقع Soccerway.com (الإنجليزية)
- ماورو زاراتي على موقع عالم كرة القدم.نت (الإنجليزية)
- ماورو زاراتي على موقع AS.com (الإسبانية)